# Stimmhafter labiodentaler Approximant
Der stimmhafte labiodentale Approximant (ein stimmhafter, mit Unterlippe und Zähnen gebildeter Approximant) ist ein Konsonant, bei dem eine Enge zwischen Unterlippe und den Oberzähnen gebildet wird, allerdings ohne dass eine Geräuschbildung erfolgt.
Der Laut kommt unter anderem in Sprachen des indischen Subkontinents wie dem Tamilischen vor, im Dänischen, Norwegischen und Finnischen sowie im Niederländischen.
Auch im Deutschen wird in manchen Regionen das /⁠v⁠/ als labiodentaler Approximant [⁠ʋ⁠] ausgesprochen.
Der stimmhafte labiodentale Approximant hat in verschiedenen Sprachen folgende lautliche und orthographische Realisierungen:
- Niederländisch [⁠ʋ⁠]: W, w
  - Beispiele: water Wasser, waar wahr

- Hawaiisch [⁠ʋ⁠]: W, w (nur nach Vorderzungenvokalen)
  - Beispiel: wikiwiki [ʋikiʋiki] schnell

| Pulmonale Konsonanten gemäß IPA (2005) | bilabial | bilabial | labio- dental | labio- dental | dental | dental | alveolar | alveolar | post- alveolar | post- alveolar | retroflex | retroflex | palatal | palatal | velar | velar | uvular | uvular | pha- ryngal | pha- ryngal | glottal | glottal |
| --- | -------- | -------- | ------------- | ------------- | ------ | ------ | -------- | -------- | -------------- | -------------- | --------- | --------- | ------- | ------- | ----- | ----- | ------ | ------ | ----------- | ----------- | ------- | ------- |
| Pulmonale Konsonanten gemäß IPA (2005) | stl.     | sth.     | stl.          | sth.          | stl.   | sth.   | stl.     | sth.     | stl.           | sth.           | stl.      | sth.      | stl.    | sth.    | stl.  | sth.  | stl.   | sth.   | stl.        | sth.        | stl.    | sth.    |
| Plosive | p        | b        |               |               |        |        | t        | d        |                |                | ʈ         | ɖ         | c       | ɟ       | k     | ɡ     | q      | ɢ      |             |             | ʔ       |         |
| Nasale |          | m        |               | ɱ             |        |        |          | n        |                |                |           | ɳ         |         | ɲ       |       | ŋ     |        | ɴ      |             |             |         |         |
| Vibranten |          | ʙ        |               |               |        |        |          | r        |                |                |           |           |         |         |       |       |        | ʀ      |             |             |         |         |
| Taps/Flaps |          |          |               | ⱱ             |        |        |          | ɾ        |                |                |           | ɽ         |         |         |       |       |        |        |             |             |         |         |
| Frikative | ɸ        | β        | f             | v             | θ      | ð      | s        | z        | ʃ              | ʒ              | ʂ         | ʐ         | ç       | ʝ       | x     | ɣ     | χ      | ʁ      | ħ           | ʕ           | h       | ɦ       |
| laterale Frikative |          |          |               |               |        |        | ɬ        | ɮ        |                |                |           |           |         |         |       |       |        |        |             |             |         |         |
| Approximanten |          |          |               | ʋ             |        |        |          | ɹ        |                |                |           | ɻ         |         | j       |       | w¹    |        |        |             |             |         |         |
| laterale Approximanten |          |          |               |               |        |        |          | l        |                |                |           | ɭ         |         | ʎ       |       | ʟ     |        |        |             |             |         |         |
| ¹Als stimmhafter velarer Approximant (Halbvokal) wurde hier die labialisierte Variante [w] eingefügt, anstatt der nicht labialisierten Variante [ɰ]. |          |          |               |               |        |        |          |          |                |                |           |           |         |         |       |       |        |        |             |             |         |         |